# 发病率
发病率（英語：incidence rate）在流行病学中是指某段时期内新发生某一疾病的人口比例，可以用来测定发病风险。
例如，对于一个包含1000人的未患病的风险人群进行为期两年的观察之后，发现有28人患病，则发病率为14例/千人年。此外还可以通过发病比（incidence proportion，即累积发病率）来测定发病风险。对上例来说，发病比为28例/千人，即2.8%。可以看到，比发病比相比，发病率是按时人而非单以人数为基准进行计算，因而适于处理不同人之间观察时间不同等情况。
另外需要注意的是发病率与患病率（prevalence rate）之间的区别。患病率是指一定时期内人群的患病比例（含新旧病例），与患病时间无关。而发病率则只指新患病的比例。

## 外部連結
- Calculation of standardized incidence rate（页面存档备份，存于）
- PAMCOMP（页面存档备份，存于） Person-Years Analysis and Computation Programme for calculating standardized incidence rates (SIRs)